# Salvatore Todaro (U-Boot)
Die Salvatore Todaro (S 526) ist ein im Dienst der italienischen Marine stehendes U-Boot der Klasse 212 A.

## Geschichte
Das Boot wurde im Rahmen eines deutsch-italienischen Gemeinschaftsprojekts von Fincantieri in Muggiano bei La Spezia gebaut und am 6. November 2003 nach dem 1942 gefallenen italienischen U-Boot-Kommandanten Salvatore Todaro benannt. Ende März 2006 erfolgte die Übergabe an die Marine und dann ein intensives Ausbildungs- und Übungsprogramm. Im Februar und März 2007 beteiligte sich das Boot an der Operation Active Endeavour. Am 24. Mai 2008 lief das Boot zu einer mehrmonatigen Ausbildungsfahrt in Richtung USA aus. Stationen waren Ponta Delgada auf den Azoren, Hamilton auf den Bermudas, die von den Azoren in 15-tägiger Unterwasserfahrt erreicht wurden, Mayport bei Jacksonville in Florida, von wo aus Todaro an einer Joint Task Force Exercise der US Navy teilnahm, dann die Marinebasis Norfolk in Virginia und der U-Boot-Stützpunkt Groton in Connecticut, von wo aus man an der Übung CONUS 08 teilnahm. Todaro besuchte vom 10. bis 15. Oktober New York City und vertrat dort Italien bei den Feierlichkeiten anlässlich des Kolumbus-Tages. Es folgte ein weiterer Aufenthalt in Groton und dann die Rückkehr nach Tarent, das am 3. Dezember 2008 erreicht wurde. Im folgenden Jahr nahm es im Mittelmeer an der NATO-Übung Noble Manta 2009 teil. Am 14. Oktober 2009 erhielt das Boot Todaro im Hafen von Chioggia seine Seekriegsflagge, womit die Eingliederung in die aktive Flotte abgeschlossen wurde. Todaro untersteht dem „Kommando Unterseekräfte“ (MARICOSOM) mit Heimathafen Tarent.

## Namensgebung
Salvatore Todaro ist das erste in Italien in Dienst gestellte U-Boot der Klasse 212 A. Daher werden die italienischen Boote der Klasse nach dem Typboot auch als „Todaro-Klasse“ bezeichnet. Die weiteren Boote der Klasse sind Scirè (S 527) die Pietro Venuti (S 528)  und die Romeo Romei (S 529).
Die italienische Marine verwendet seit 1946 offiziell keine Schiffsnamenspräfixe mehr. Für U-Boote war bis 1946 das Präfix “R.Smg.” (Regio Sommergibile oder „Königliches Tauchboot“) in Gebrauch. Bei italienischen U-Booten wird aus Traditionsgründen bei manchen Gelegenheiten noch auf das Präfix „Smg.“ zurückgegriffen (beispielsweise Smg. Salvatore Todaro) und darüber hinaus auch die Kurzform des Namens verwendet, in diesem Fall also Smg. Todaro. Aus Traditionsgründen wird auch der Begriff sommergibile (Tauchboot) weiterverwendet und nicht der zutreffendere Begriff sottomarino (Unterseeboot). Das Präfix ITS (Italian Ship, Italian Submarine) und die Kennung (S 526) sind NATO-Bezeichnungen.
Den Namen Salvatore Todaro trug von 1966 bis 1994 eine von Ansaldo in Livorno gebaute Korvette der De-Cristofaro-Klasse.